# Gran Premio del Úlster de Motociclismo
El Gran Premio del Úlster de Motociclismo es carrera de motociclismo de velocidad que se corre cerca de Belfast (Irlanda del Norte, Reino Unido). Se realizó en el Circuito de Clady desde 1922 hasta 1952, y en el Circuito de Dundrod a partir de 1953.
Entre los años 1949 y 1971, la prueba formaba parte del calendario del Campeonato del Mundo de Motociclismo. Desde 1979 hasta 1990 fue parte de la Fórmula TT.
En 2010, Bruce Anstey logró el récord de vuelta en la carrera de Superbikes, a una velocidad promedio de 215 km/h.

## Ganadores del Gran Premio del Úlster de Motociclismo

### Ganadores múltiples (pilotos)
| # Victorias | Piloto           | Victorias | Victorias              |
| # Victorias | Piloto           | Categoría | Años ganador           |
| ----------- | ---------------- | --------- | ---------------------- |
| 7           | Mike Hailwood    | 500 cc    | 1962, 1963, 1966, 1967 |
| 7           | Mike Hailwood    | 350 cc    | 1966                   |
| 7           | Mike Hailwood    | 250 cc    | 1967                   |
| 7           | Mike Hailwood    | 125 cc    | 1959                   |
| 7           | Giacomo Agostini | 500 cc    | 1968, 1969, 1970       |
| 7           | Giacomo Agostini | 350 cc    | 1967, 1968, 1969, 1970 |
| 6           | John Surtees     | 500 cc    | 1958, 1959             |
| 6           | John Surtees     | 350 cc    | 1958, 1959, 1960       |
| 6           | John Surtees     | 250 cc    | 1955                   |
| 5           | Carlo Ubbiali    | 250 cc    | 1960                   |
| 5           | Carlo Ubbiali    | 125 cc    | 1950, 1956, 1958, 1960 |
| 4           | Jim Redman       | 350 cc    | 1962, 1963, 1964       |
| 4           | Jim Redman       | 250 cc    | 1963                   |
| 4           | Luigi Taveri     | 250 cc    | 1956                   |
| 4           | Luigi Taveri     | 125 cc    | 1957, 1962, 1966       |
| 3           | Geoff Duke       | 500 cc    | 1950, 1951             |
| 3           | Geoff Duke       | 350 cc    | 1951                   |
| 3           | Maurice Cann     | 250 cc    | 1949, 1950, 1952       |
| 3           | Bill Lomas       | 500 cc    | 1955                   |
| 3           | Bill Lomas       | 350 cc    | 1955, 1956             |
| 3           | Gary Hocking     | 500 cc    | 1961                   |
| 3           | Gary Hocking     | 350 cc    | 1961                   |
| 3           | Gary Hocking     | 250 cc    | 1959                   |
| 3           | Phil Read        | 500 cc    | 1964                   |
| 3           | Phil Read        | 250 cc    | 1964, 1965             |
| 3           | Bill Ivy         | 250 cc    | 1968                   |
| 3           | Bill Ivy         | 125 cc    | 1967, 1968             |

### Por año
Nota: las ediciones que no formaron parte del Campeonato Mundial de Motociclismo tienen fondo rosa.
| Año  | Circuito | 50 cc             | 50 cc             | 125 cc              | 125 cc      | 250 cc            | 250 cc      | 350 cc            | 350 cc      | 500 cc            | 500 cc      |
| Año  | Circuito | Piloto            | Constructor       | Piloto              | Constructor | Piloto            | Constructor | Piloto            | Constructor | Piloto            | Constructor |
| ---- | -------- | ----------------- | ----------------- | ------------------- | ----------- | ----------------- | ----------- | ----------------- | ----------- | ----------------- | ----------- |
| 1971 | Dundrod  | Carrera cancelada | Carrera cancelada |                     |             | Ray McCullough    | Yamaha      | Peter Williams    | MZ          | Jack Findlay      | Suzuki      |
| 1970 | Dundrod  | Ángel Nieto       | Derbi             |                     |             | Kel Carruthers    | Yamaha      | Giacomo Agostini  | MV Agusta   | Giacomo Agostini  | MV Agusta   |
| 1969 | Dundrod  | Ángel Nieto       | Derbi             |                     |             | Kel Carruthers    | Benelli     | Giacomo Agostini  | MV Agusta   | Giacomo Agostini  | MV Agusta   |
| 1968 | Dundrod  |                   |                   | Bill Ivy            | Yamaha      | Bill Ivy          | Yamaha      | Giacomo Agostini  | MV Agusta   | Giacomo Agostini  | MV Agusta   |
| 1967 | Dundrod  |                   |                   | Bill Ivy            | Yamaha      | Mike Hailwood     | Honda       | Giacomo Agostini  | MV Agusta   | Mike Hailwood     | Honda       |
| 1966 | Dundrod  |                   |                   | Luigi Taveri        | Honda       | Ginger Molloy     | Bultaco     | Mike Hailwood     | Honda       | Mike Hailwood     | Honda       |
| 1965 | Dundrod  |                   |                   | Ernst Degner        | Suzuki      | Phil Read         | Yamaha      | František Šťastný | Jawa        | Dick Creith       | Norton      |
| 1964 | Dundrod  |                   |                   | Hugh Anderson       | Suzuki      | Phil Read         | Yamaha      | Jim Redman        | Honda       | Phil Read         | Norton      |
| 1963 | Dundrod  |                   |                   | Hugh Anderson       | Suzuki      | Jim Redman        | Honda       | Jim Redman        | Honda       | Mike Hailwood     | MV Agusta   |
| 1962 | Dundrod  |                   |                   | Luigi Taveri        | Honda       | Tommy Robb        | Honda       | Jim Redman        | Honda       | Mike Hailwood     | MV Agusta   |
| 1961 | Dundrod  |                   |                   | Kunimitsu Takahashi | Honda       | Bob McIntyre      | Honda       | Gary Hocking      | MV Agusta   | Gary Hocking      | MV Agusta   |
| 1960 | Dundrod  |                   |                   | Carlo Ubbiali       | MV Agusta   | Carlo Ubbiali     | MV Agusta   | John Surtees      | MV Agusta   | John Hartle       | Norton      |
| 1959 | Dundrod  |                   |                   | Mike Hailwood       | Ducati      | Gary Hocking      | MZ          | John Surtees      | MV Agusta   | John Surtees      | MV Agusta   |
| 1958 | Dundrod  |                   |                   | Carlo Ubbiali       | MV Agusta   | Tarquinio Provini | MV Agusta   | John Surtees      | MV Agusta   | John Surtees      | MV Agusta   |
| 1957 | Dundrod  |                   |                   | Luigi Taveri        | MV Agusta   | Cecil Sandford    | FB Mondial  | Keith Campbell    | Moto Guzzi  | Libero Liberati   | Gilera      |
| 1956 | Dundrod  |                   |                   | Carlo Ubbiali       | MV Agusta   | Luigi Taveri      | MV Agusta   | Bill Lomas        | Moto Guzzi  | John Hartle       | Norton      |
| 1955 | Dundrod  |                   |                   |                     |             | John Surtees      | NSU         | Bill Lomas        | Moto Guzzi  | Bill Lomas        | Moto Guzzi  |
| 1954 | Dundrod  |                   |                   | Rupert Hollaus      | NSU         | Werner Haas       | NSU         | Ray Amm           | Norton      | Ray Amm           | Norton      |
| 1953 | Dundrod  |                   |                   | Werner Haas         | NSU         | Reg Armstrong     | NSU         | Ken Mudford       | Norton      | Ken Kavanagh      | Norton      |
| 1952 | Clady    |                   |                   | Cecil Sandford      | MV Agusta   | Maurice Cann      | Moto Guzzi  | Ken Kavanagh      | Norton      | Cromie McCandless | Gilera      |
| 1951 | Clady    |                   |                   | Cromie McCandless   | FB Mondial  | Bruno Ruffo       | Moto Guzzi  | Geoff Duke        | Norton      | Geoff Duke        | Norton      |
| 1950 | Clady    |                   |                   | Carlo Ubbiali       | FB Mondial  | Maurice Cann      | Moto Guzzi  | Bob Foster        | Velocette   | Geoff Duke        | Norton      |
| 1949 | Clady    |                   |                   |                     |             | Maurice Cann      | Moto Guzzi  | Freddie Frith     | Velocette   | Les Graham        | AJS         |

Notas
1. ↑  La carrera de 50cc de 1971 fue cancelada por los organizadores al solo presentarse 8 pilotos.[1]
2. ↑  La carrera de 500cc de 1954 fue detenida por mal tiempo y finalmente excluida del calendario del campeonato del mundo.[2]
3. ↑  La carrera de 125cc de 1951 tuvo solo 4 competidores por eso se decidió excluirla del campeonato del mundo.[3]